# ابراهیم منصور
ابراهیم بن منصور (۱۸۶۰ – ۱۹۳۰) پزشک و اصلاح‌طلب اجتماعی مصری بود. از خاندان فانوس و قبطی‌تبار بود. از مدرسه پزشکی در قصر العینی قاهره فارغ‌التحصیل شد. المطالب الطبیه در سه جلد، فرهنگ‌نامهٔ پزشکی انگلیسی - عربی، پزشکی خانگی در دو جلد از آثار اوست.